# Do It Amazing
Do It Amazing – debiutancki album studyjny południowokoreańskiej grupy DIA, wydany 15 września 2015 roku przez wytwórnię MBK Entertainment. Album promowały dwa single: „Waenji (Somehow)” (kor. 왠지 (Somehow)) i „Nae Chinguui Namjachingu” (kor. 내 친구의 남자친구, ang. My Friend's Boyfriend). Sprzedano 2375 egzemplarzy.

## Promocja
Showcase zespołu odbyła się w Ilchi Art Hall w Seulu 14 września, DIA wykonały główny utwór „Waenji (Somehow)”.
Debiutancki występ odbył się 17 września w programie M Countdown stacji Mnet, a następnie pojawiły się w programach muzycznych: Music Bank, Show! Music Core oraz Inkigayo.
Od 20 października grupa kontynuowała działania promocyjne z nowym utworem „Nae Chinguui Namjachingu”, występując w programie The Show, a następnie w Show Champion, M! Countdown, Music Bank, Show! Music Core i Inkigayo.

## Lista utworów
| CD  | CD                                                   | CD      |
| Nr  | Tytuł utworu                                         | Długość |
| --- | ---------------------------------------------------- | ------- |
| 1.  | „Eumag Deureurae” (kor. 음악 들을애)                 | 1:58    |
| 2.  | „Lean On Me” (feat. Microdot)                        | 3:45    |
| 3.  | „Waenji (Somehow)” (왠지 (Somehow))                  | 3:32    |
| 4.  | „Nae Chinguui Namjachingu” (kor. 내 친구의 남자친구) | 4:00    |
| 5.  | „Nae Maeume Byeol Hana” (kor. 내 마음에 별 하나)     | 3:58    |
| 6.  | „Eojecheoreom” (kor. 어제처럼)                       | 3:26    |
| 7.  | „Jejari” (kor. 제자리)                               | 3:28    |
| 8.  | „Say Hello”                                          | 3:32    |
| 9.  | „Waenji (Somehow)” (Chinese Ver.)                    | 3:32    |
| 10. | „Waenji (Somehow)” (Acoustic Ver.)                   | 3:32    |
| 11. | „Waenji (Somehow)” (Inst.)                           | 3:32    |

## Notowania
| Lista                    | Pozycja |
| ------------------------ | ------- |
| Gaon Weekly Album Chart  | 11      |
| Gaon Monthly Album Chart | 36      |